# إليزابيث ألدا
إليزابيث ألدا (بالإنجليزية: Elizabeth Alda)‏ هي ممثلة أمريكية، ولدت في 20 أغسطس 1960 في نيويورك في الولايات المتحدة.

## وصلات خارجية
- إليزابيث ألدا على موقع IMDb (الإنجليزية)
- إليزابيث ألدا على موقع أول موفي (الإنجليزية)
- إليزابيث ألدا على موقع قاعدة بيانات الأفلام السويدية (السويدية)
- إليزابيث ألدا على موقع قاعدة بيانات الفيلم (الإنجليزية)
- إليزابيث ألدا على موقع كينوبويسك (الروسية)